# Russell County, Alabama
Russell County är ett administrativt område i delstaten Alabama, USA, med 52 947 invånare. Den administrativa huvudorten (county seat) är Phenix City. 

## Geografi
Enligt United States Census Bureau har countyt en total area på 1 677 km². 1 661 km² av den arean är land och 16 km² är vatten.

### Angränsande countyn
- Lee County - nord
- Muscogee County, Georgia - nordöst
- Chattahoochee County, Georgia - öst
- Stewart County, Georgia - sydöst
- Barbour County - syd
- Bullock County - sydväst
- Macon County - nordväst